# Ocean Isle Beach
Ocean Isle Beach é uma cidade  localizada no estado norte-americano de Carolina do Norte, no Condado de Brunswick.

## Demografia
Segundo o censo norte-americano de 2000, a sua população era de 426 habitantes.
Em 2006, foi estimada uma população de 522, um aumento de 96 (22.5%).

## Geografia
De acordo com o United States Census Bureau tem uma área de
11,3 km², dos quais 8,9 km² cobertos por terra e 2,4 km² cobertos por água.

## Localidades na vizinhança
O diagrama seguinte representa as localidades num raio de 16 km ao redor de Ocean Isle Beach.